# Carex mendocinensis
Carex mendocinensis är en halvgräsart som beskrevs av Stephen Thayer Olney och Francis M.B. Boott. Carex mendocinensis ingår i släktet starrar, och familjen halvgräs. Inga underarter finns listade i Catalogue of Life.